# UCI Women's World Tour 2016

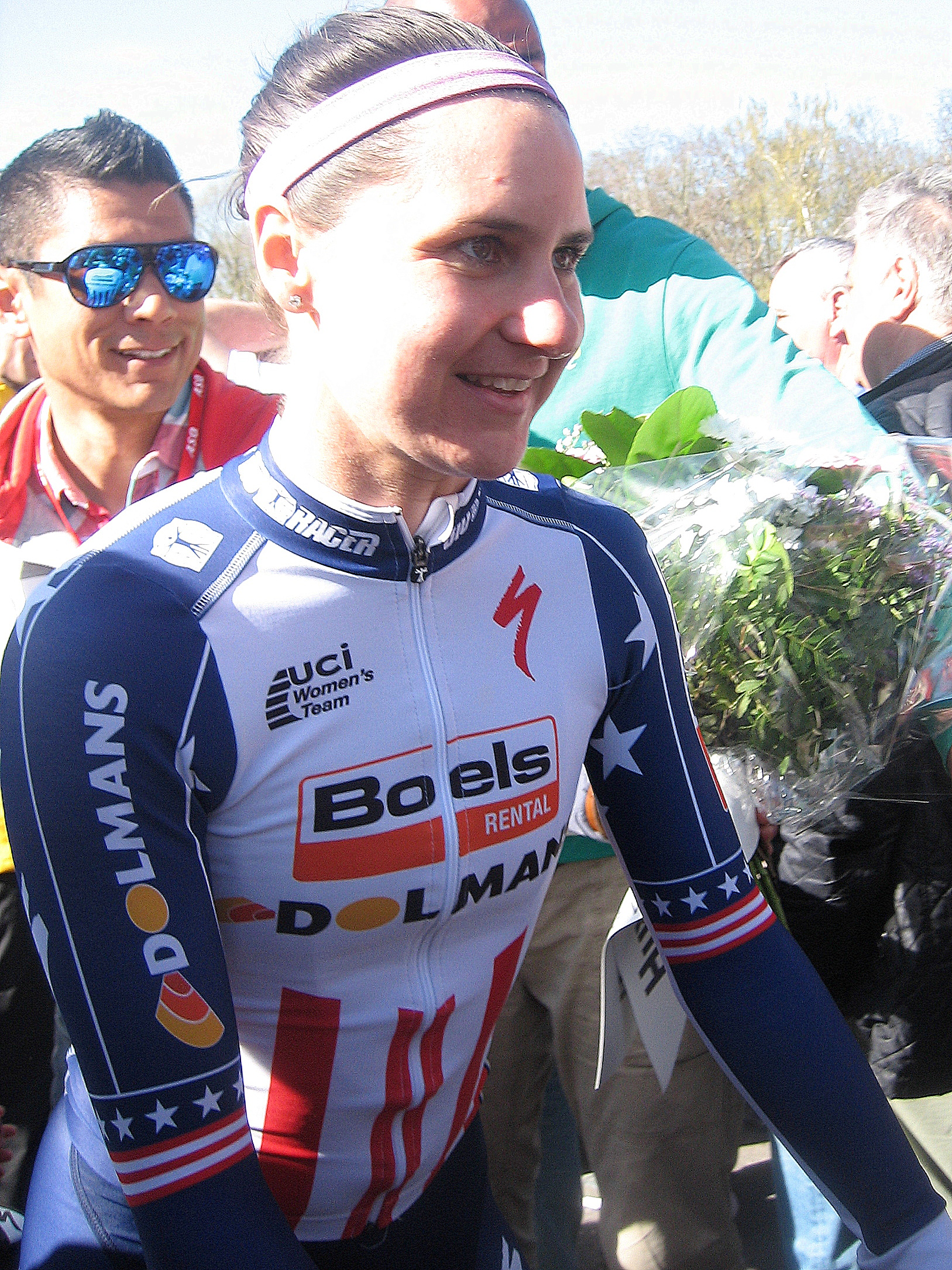
Winnares Megan Guarnier

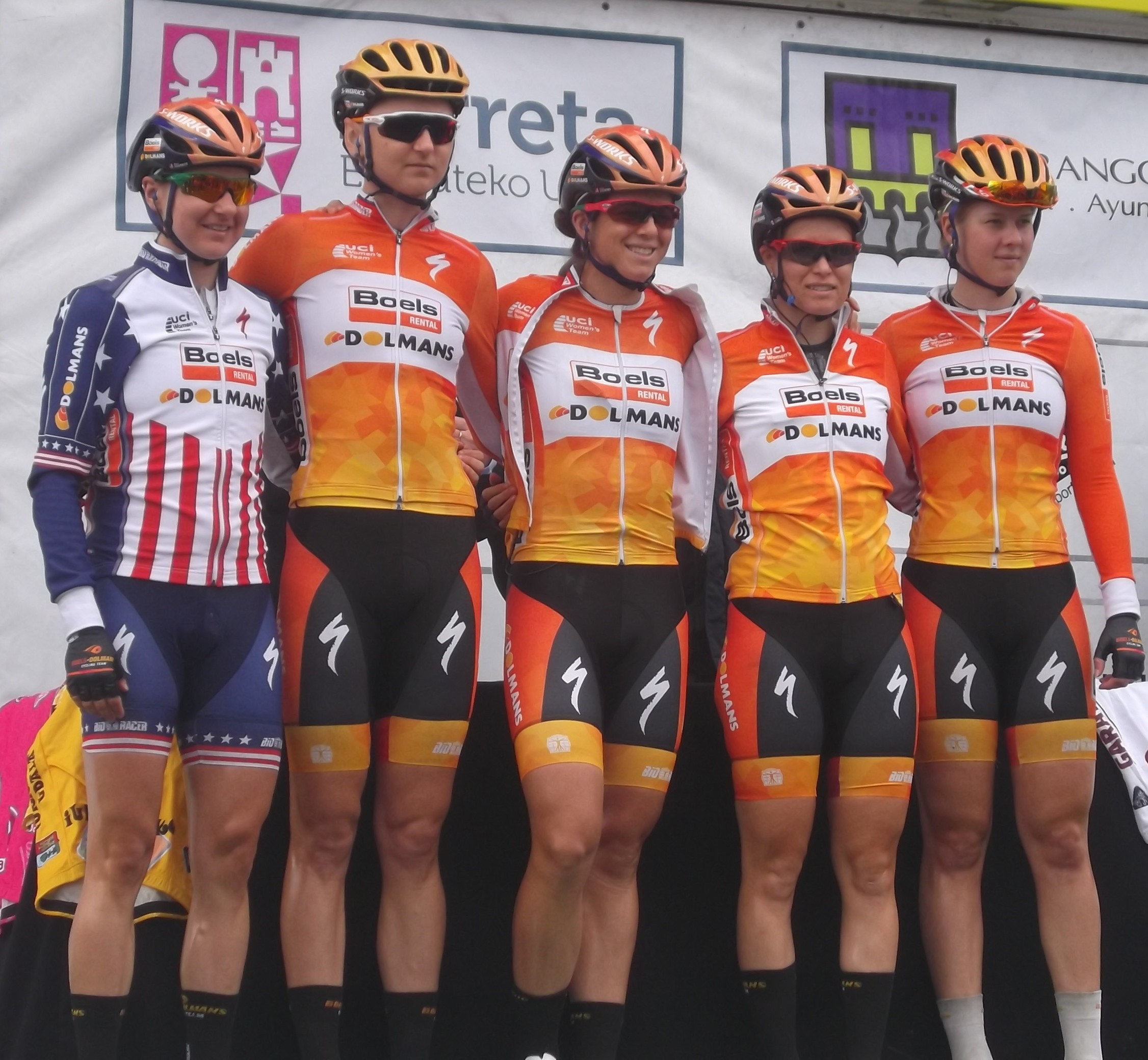
Beste ploeg: Boels Dolmans

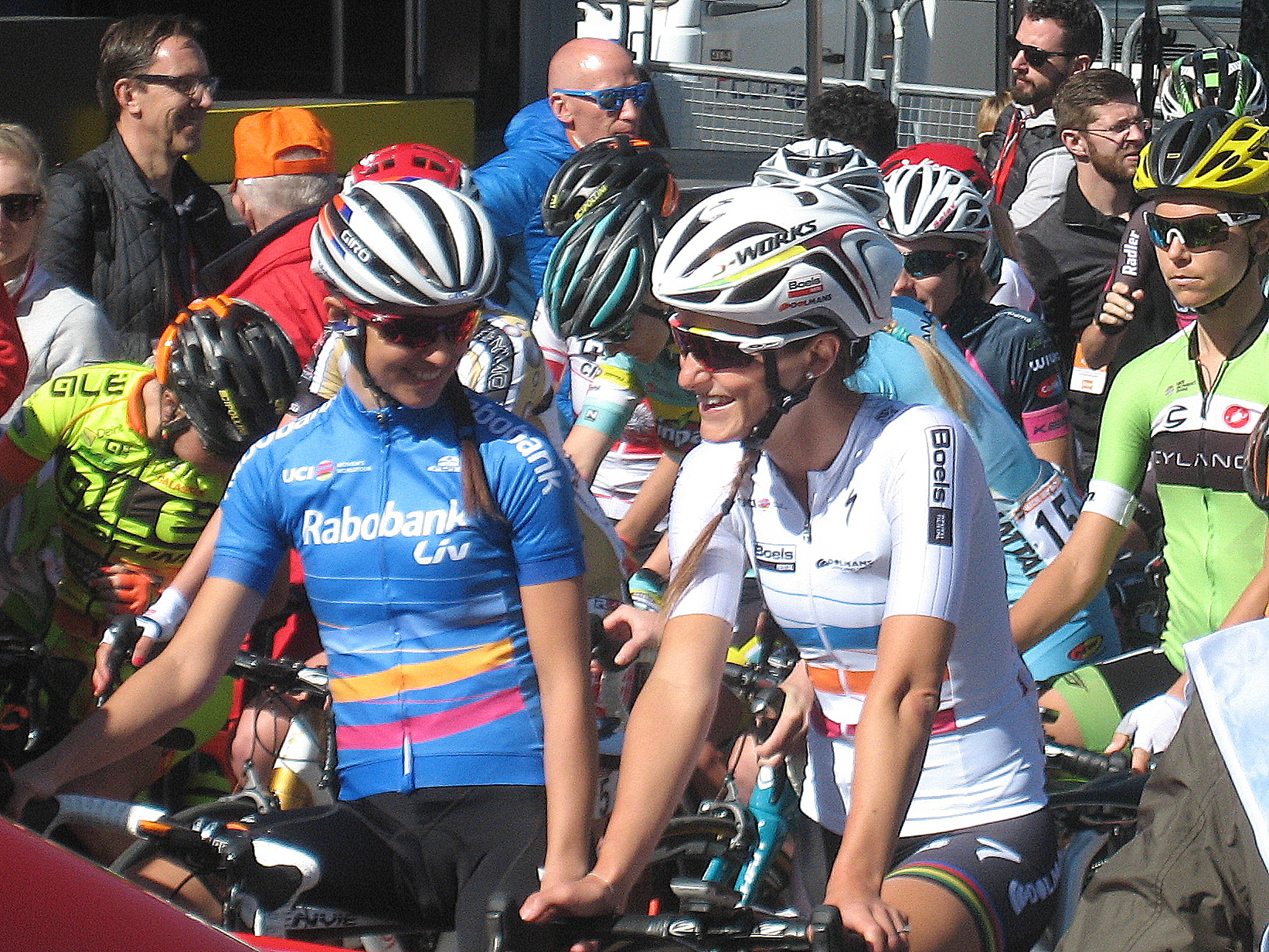
Leiderstruien in Waalse Pijl 2016

De UCI Women's World Tour 2016 was de eerste editie van deze internationale wielerwedstrijdcyclus voor vrouwen, georganiseerd door de UCI. De eerste Women's World Tour bestond uit 13 eendags- en vier meerdaagse rittenkoersen en verving de Wereldbeker voor vrouwen, die tussen 1998 en 2015 bestond. Ten opzichte van de wereldbeker is de World Tour gegroeid van 10 naar 17 wedstrijden en van 10 naar 34 dagen. Naast een individueel, werd er ook een jongeren- (U23) en ploegenklassement bijgehouden.
Sommige wedstrijden werden op dezelfde dag verreden als de editie in de UCI World Tour voor heren, zoals de Belgische klassiekers Gent-Wevelgem, de Ronde van Vlaanderen en de Waalse Pijl. Tegelijk met de afsluitende rit in de Tour de France en Vuelta werd voor de dames een eendagswedstrijd gehouden in Parijs en Madrid. De Giro Rosa, die in juli werd verreden, duurde 10 dagen en was daarmee de langste rittenkoers. De ploegentijdrit in Zweden maakte net als bij de wereldbeker ook deel uit van de World Tour.
Voor de eendagskoersen kregen de beste 20 teams (zie tabel) automatisch een uitnodiging, in die wedstrijden bestonden de teams uit zes rensters, met een minimum van vier. Voor de rittenkoersen kregen de beste 15 ploegen een automatische uitnodiging, hierin telden de ploegen zeven of acht rensters, met een minimum van vijf. Voor het prijzengeld was een minimum vastgesteld van €5130 voor eendagswedstrijd en €2565 per dag voor een etappewedstrijd. Ten opzichte van de wereldbeker was de maximale lengte van de wedstrijden vergroot: voor eendagskoersen met 10 km (van 130 naar 140 km) en voor etappes met 20 km (van 100 naar 120 km).
| Top 15        | Top 15         | Top 15                          | 16-20                                |
| ------------- | -------------- | ------------------------------- | ------------------------------------ |
| Wiggle High5  | Orica-AIS      | UnitedHealthcare Women          | Alé Cipollini                        |
| Rabo-Liv      | Hitec Products | Poitou-Charentes.Futuroscope.86 | Lotto Soudal Ladies                  |
| Boels Dolmans | Cylance        | BTC City Ljubljana              | Parkhotel Valkenburg                 |
| Canyon-SRAM   | Team Tibco     | BePink                          | Lensworld.eu - Zannata               |
| Cervélo-Bigla | Liv-Plantur    | Astana Women's Team             | Topsport Vlaanderen-Etixx-Guill D'or |

## Overzicht
De eerste vijf voorjaarsklassiekers werden gedomineerd door Boels Dolmans, met afwisselend overwinningen voor wereldkampioene Elizabeth Armitstead en de Nederlandse Chantal Blaak. Na overwinningen van Anna van der Breggen (Rabo-Liv) en Chloe Hosking (Wiggle High5), zette Boels Dolmans de dominantie voort, deze keer met de Amerikaanse Megan Guarnier, die twee rittenkoersen won en een enorme voorsprong uitbouwde. Hierna werden eendagskoersen gewonnen door Hosking (Wiggle High5), Kirsten Wild (Hitec Products), Emilia Fahlin (Alé Cipollini), Eugenia Bujak (BTC City Ljubljana) en Jolien D'Hoore (Wiggle High5). De ploegentijdrit in Zweden ging niet verrassend naar Boels Dolmans. Hierna was Guarnier met genoeg punten al zeker van de eindwinst. Aan het eind had ze een voorsprong van 342 punten op de Canadese Leah Kirchmann (Liv-Plantur).
| Datum        | Wedstrijd                                  | Winnares             | Ploeg              | Leidster             |
| ------------ | ------------------------------------------ | -------------------- | ------------------ | -------------------- |
| 5 maart      | Strade Bianche                             | Elizabeth Armitstead | Boels Dolmans      | Elizabeth Armitstead |
| 12 maart     | Ronde van Drenthe                          | Chantal Blaak        | Boels Dolmans      | Anna van der Breggen |
| 20 maart     | Trofeo Alfredo Binda-Comune di Cittiglio   | Elizabeth Armitstead | Boels Dolmans      | Elizabeth Armitstead |
| 27 maart     | Gent–Wevelgem in Flanders Field            | Chantal Blaak        | Boels Dolmans      | Chantal Blaak        |
| 3 april      | Ronde van Vlaanderen                       | Elizabeth Armitstead | Boels Dolmans      | Elizabeth Armitstead |
| 20 april     | Waalse Pijl                                | Anna van der Breggen | Rabo-Liv           | Elizabeth Armitstead |
| 6-8 mei      | Tour of Chongming Island                   | Chloe Hosking        | Wiggle High5       | Elizabeth Armitstead |
| 19-22 mei    | Amgen Tour of California                   | Megan Guarnier       | Boels Dolmans      | Megan Guarnier       |
| 5 juni       | Philadelphia International Cycling Classic | Megan Guarnier       | Boels Dolmans      | Megan Guarnier       |
| 15-19 juni   | Aviva Womens Tour                          | Elizabeth Armitstead | Boels Dolmans      | Megan Guarnier       |
| 1-10 juli    | Giro d'Italia Internazionale Femminile     | Megan Guarnier       | Boels Dolmans      | Megan Guarnier       |
| 24 juli      | La Course by Le Tour de France             | Chloe Hosking        | Wiggle High5       | Megan Guarnier       |
| 30 juli      | Prudential Ride London                     | Kirsten Wild         | Hitec Products     | Megan Guarnier       |
| 19 augustus  | Open de Suède Vårgårda (TTT)               | Boels Dolmans        | Boels Dolmans      | Megan Guarnier       |
| 21 augustus  | Open de Suède Vårgårda                     | Emilia Fahlin        | Alé Cipollini      | Megan Guarnier       |
| 27 augustus  | GP de Plouay-Bretagne                      | Eugenia Bujak        | BTC City Ljubljana | Megan Guarnier       |
| 11 september | La Madrid Challenge by La Vuelta           | Jolien D'Hoore       | Wiggle High5       | Megan Guarnier       |

## Puntentelling

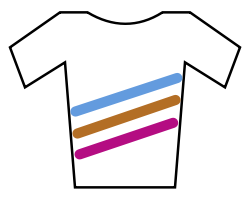
Leiderstrui in Women's World Tour

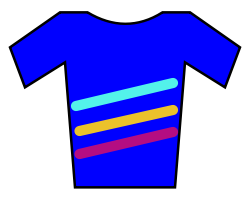
Jongerentrui Women's World Tour

### Individueel klassement
De nummers één tot en met twintig behalen punten in zowel de eendagskoersen als voor het eindklassement in de etappewedstrijden.
| Plaats | 1e  | 2e  | 3e | 4e | 5e | 6e | 7e | 8e | 9e | 10e | 11e | 12e | 13e | 14e | 15e | 16e | 17e | 18e | 19e | 20e |
| Punten | 120 | 100 | 85 | 70 | 60 | 50 | 40 | 35 | 30 | 25  | 20  | 18  | 16  | 14  | 12  | 10  | 8   | 6   | 4   | 2   |

In de ploegentijdrit ontvangen de renster van de 20 beste ploegen punten, mits ze tegelijk met de 4e finishen.
| Plaats | 1e | 2e | 3e | 4e | 5e | 6e | 7e | 8e | 9e | 10e | 11e | 12e | 13e | 14e | 15e | 16e | 17e | 18e | 19e | 20e |
| Punten | 35 | 30 | 25 | 20 | 16 | 15 | 14 | 13 | 12 | 11  | 10  | 9   | 8   | 7   | 6   | 5   | 4   | 3   | 2   | 1   |

In de meerdaagse rittenkoersen zijn per etappe de volgende punten te behalen.
| Plaats | 1e | 2e | 3e | 4e | 5e | 6e | 7e | 8e | 9e | 10e |
| Punten | 25 | 20 | 18 | 16 | 14 | 12 | 10 | 8  | 6  | 4   |

### Jongerenklassement
Elke wedstrijd behalen de eerste drie jongeren (onder 23 jaar aan het begin van het seizoen) respectievelijk 6, 4 en 2 punten.

### Ploegenklassement
Per ploeg worden de punten van de vier beste rensters opgeteld, plus de punten verdiend in de ploegentijdrit in Zweden, waar de 20 beste ploegen de volgende punten behalen.
| Plaats | 1e  | 2e  | 3e  | 4e | 5e | 6e | 7e | 8e | 9e | 10e | 11e | 12e | 13e | 14e | 15e | 16e | 17e | 18e | 19e | 20e |
| Punten | 140 | 120 | 100 | 80 | 64 | 60 | 56 | 52 | 48 | 44  | 40  | 36  | 32  | 28  | 24  | 20  | 16  | 12  | 8   | 4   |

## Eindklassementen
| №  | Individueel klassement | Punten |
| -- | ---------------------- | ------ |
|    | Megan Guarnier         | 946    |
|    | Leah Kirchmann         | 604    |
|    | Elizabeth Armitstead   | 545    |
| 4  | Chantal Blaak          | 541    |
| 5  | Elisa Longo Borghini   | 523    |
| 6  | Evelyn Stevens         | 519    |
| 7  | Anna van der Breggen   | 492    |
| 8  | Emma Johansson         | 463    |
| 9  | Chloe Hosking          | 450    |
| 10 | Marianne Vos           | 442    |

| №  | Jongerenklassement (-23) | Punten |
| -- | ------------------------ | ------ |
|    | Katarzyna Niewiadoma     | 36     |
|    | Floortje Mackaij         | 18     |
|    | Sheyla Gutiérrez         | 18     |
| 4  | Jip van den Bos          | 14     |
| 5  | Lotte Kopecky            | 12     |
| 6  | Alice Barnes             | 10     |
| 7  | Alexis Ryan              | 10     |
| 8  | Chanella Stougje         | 6      |
| 9  | Chloé Dygert             | 6      |
| 10 | Ilaria Sanguineti        | 6      |

| №  | Ploegenklassement      | Punten |
| -- | ---------------------- | ------ |
|    | Boels Dolmans          | 2.894  |
|    | Wiggle High5           | 2.245  |
|    | Rabo-Liv               | 1.853  |
| 4  | Canyon-SRAM            | 1.031  |
| 5  | Liv-Plantur            | 840    |
| 6  | Cervélo-Bigla          | 794    |
| 7  | Orica-AIS              | 691    |
| 8  | Alé Cipollini          | 645    |
| 9  | Hitec Products         | 461    |
| 10 | Lensworld.eu - Zannata | 433    |